# ニコメデス4世
ニコメデス4世フィロパトル（ラテン語: Nicomedes IV Philopator, ? - 紀元前74年）は、ビテュニア王国の国王（在位：紀元前94年 - 紀元前74年）であり、ビテュニア王国最後の王でもある。ニコメデス3世の子。

## 生涯
ニコメデス4世の生年及び王位に即くまでの経歴は一切不明である。紀元前94年、父の死によって王位を継承してニコメデス4世となった。即位当初の数年間は穏やかな治世であったが、黒海・アナトリア半島への勢力伸張を狙うポントス国王ミトリダテス6世による圧力が徐々に強まり始めた。
ミトリダテス6世はニコメデス4世の兄弟であったソクラテスを唆して挙兵させ、ソクラテスはニコメデス4世の軍隊を撃破した。その為、ニコメデス4世はローマへと逃れた。ローマの斡旋もあってニコメデス4世は王位を回復したが、今度はミトリダテス6世自身が軍を率いてビテュニアへ進軍し、ニコメデス4世は再びローマへと逃亡した。
ビテュニアと同盟関係にあったローマはミトリダテス6世の討伐を決定し、当時執政官であったルキウス・コルネリウス・スッラを司令官としてポントス王国との間で戦端を開いた。第一次ミトリダテス戦争と称される戦争でローマはポントスを破り、ローマとの和約でミトリダテス6世はニコメデス4世の王位復帰を認めた。
紀元前84年にニコメデス4世はビテュニア王へ復帰し、ビテュニアは今まで以上にローマの影響下に置かれた。紀元前81年、当時アシア属州総督付の武官であったガイウス・ユリウス・カエサルがローマの特使としてニコメデス4世の宮殿へ派遣された。カエサルはニコメデス4世の宮殿に長く滞在したが、このことでカエサルはニコメデス4世と関係を持ったと噂が立ち、後にカエサルの政敵によって「ビテュニアの女王」と呼ばれることとなった。
紀元前74年に死去。死後にビテュニア王国をローマへ贈与すると遺言しており、元老院もビテュニア王国をローマ属州（ビテュニア属州）へ移行させることを決した。しかし、この遺贈に異を唱えたミトリダテス6世はアルメニア王国等と連携して反ローマに立ち上がり、第三次ミトリダテス戦争が勃発することとなった。